# PHOX2A
PHOX2A (англ. Paired like homeobox 2a) – білок, який кодується однойменним геном, розташованим у людей на короткому плечі 11-ї хромосоми. Довжина поліпептидного ланцюга білка становить 284 амінокислот, а молекулярна маса — 29 653.
| 10         |  | 20         |  | 30         |  | 40         |  | 50         |
| ---------- |  | ---------- |  | ---------- |  | ---------- |  | ---------- |
| MDYSYLNSYD |  | SCVAAMEASA |  | YGDFGACSQP |  | GGFQYSPLRP |  | AFPAAGPPCP |
| ALGSSNCALG |  | ALRDHQPAPY |  | SAVPYKFFPE |  | PSGLHEKRKQ |  | RRIRTTFTSA |
| QLKELERVFA |  | ETHYPDIYTR |  | EELALKIDLT |  | EARVQVWFQN |  | RRAKFRKQER |
| AASAKGAAGA |  | AGAKKGEARC |  | SSEDDDSKES |  | TCSPTPDSTA |  | SLPPPPAPGL |
| ASPRLSPSPL |  | PVALGSGPGP |  | GPGPQPLKGA |  | LWAGVAGGGG |  | GGPGAGAAEL |
| LKAWQPAESG |  | PGPFSGVLSS |  | FHRKPGPALK |  | TNLF       |  |            |

A: Аланін

C: Цистеїн

D: Аспарагінова кислота

E: Глутамінова кислота

F: Фенілаланін

G: Гліцин

H: Гістидин

I: Ізолейцин

K: Лізин

L: Лейцин

M: Метіонін

N: Аспарагін

P: Пролін

Q: Глутамін

R: Аргінін

S: Серин

T: Треонін

V: Валін

W: Триптофан

Кодований геном білок за функцією належить до активаторів. 
Задіяний у таких біологічних процесах, як транскрипція, регуляція транскрипції. 
Білок має сайт для зв'язування з ДНК. 
Локалізований у ядрі.